# Faunis sappho
Faunis sappho är en fjärilsart som beskrevs av Semper 1878. Faunis sappho ingår i släktet Faunis och familjen praktfjärilar. Inga underarter finns listade i Catalogue of Life.